# Mi diario de liberación
Mi diario de liberación (en hangul, 나의 해방일지; RR: Naui Haebangilji; título en inglés: My Liberation Notes) es una serie de televisión surcoreana de 2022, dirigida por Kim Seok-yoon y protagonizada por Lee Min-ki, Kim Ji-won, Lee El, Son Seok-koo y Lee Ki-woo. Se emitió por el canal JTBC desde el 9 de abril hasta el 29 de mayo de 2022, los sábados y domingos a las 22:30 (hora local coreana). También fue distribuida en algunos países por la plataforma Netflix.

## Sinopsis
Es la historia de tres hermanos que trabajan en Seúl pero viven en el campo, y de un misterioso forastero que trabaja en la granja familiar. Todos quieren escapar de una vida que por una u otra causa sienten que está bloqueada y sin respuestas. Una vida que ha llegado a su límite, que hace necesario un proceso de liberación para quienes están tratando de escapar del presente.

## Reparto

### Protagonistas
- Lee Min-ki como Yeom Chang-hee, el segundo hermano, que carece de sueños y deseos. Quería sentir el sabor de lo mejor de la vida, pero la vida nunca sale según lo planeado, y muchas veces es ignorado en casa. Una persona que puede parecer simple pero que no puede ser odiada porque todo lo que dice tiene una lógica extraña.[5]
- Kim Ji-won como Yeom Mi-jung, la hermana menor, una joven tímida que ha crecido sintiéndose como si fuera la única persona en el universo y que quiere liberarse de una vida gris, y así comienza a cambiar.[5]
- Lee El como Yeom Ki-jung, la hermana mayor, una mujer que busca el amor desesperadamente, de personalidad fogosa y rebelde. El día de pago es el único día en que ella es agradable. Ha perdido su juventud en la carretera viajando a Seúl todos los días.[5][6]
- Son Seok-koo como Koo Ja-kyung, un misterioso extranjero que abusa del alcohol y parece anunciar desgracias. Una persona de la que ni siquiera se conoce el nombre completo, que un buen día apareció en Sanpo, donde hay gente que sale, pero nadie entra.[5]

### Secundario

#### Familia Yeom
- Cheon Ho-jin como Yeom Je-ho, el padre de los tres hermanos, carpintero y agricultor, una persona orgullosa que trabaja sin descanso.[7]
- Lee Kyung-sung como Kwak Hye-sook, mujer de Je-ho y madre de los tres hermanos.[8]

#### Personas cercanas a Chang-hee
- Yang Joon-myung como Lee Min-kyoo, colega de Chang-hee.[9]
- Choi Bo-young como Jung Ah-reum, la molesta colega senior de Chang-hee.[10]
- Jeon Soo-jin como Lee Ye-rin, la exnovia de Chang-hee.[11]
- Oh Min-ae como Byun Sang-mi, la propietaria de la tienda de conveniencia.[12]

#### Personas cercanas a Mi-jung
- Lee Ki-woo como Cho Tae-hoon, un padre soltero que dice que lo mejor que hizo en su vida, a pesar de su divorcio, fue casarse.[13]
- Park Soo-young como Park Sang-min, colega de Mi-jung.[14]
- Lee Ji-hye como So Hyang-ki, responsable en la empresa del Centro de Apoyo Joy, que se une después al club de Liberación.[15]
- Gong Ye-ji como Han Soo-jin, colega de Mi-jung en el departamento de diseño, amante de Choi Jun-ho.[16]
- Lee Ho-young como Choi Joon-ho, jefe de equipo del departamento de diseño, amante de Soo-jin.[16]

#### Otros
- Jeon Hye-jin como Ji Hyun-ah, amiga de infancia de los tres hermanos.[17]
- Han Sang-jo como Oh Doo-hwan, un amigo del pueblo de los tres hermanos.[18]
- Cho Min-kook como Seok Jung-hoon, un amigo del pueblo de los tres hermanos.
- Jung Soo-young como Cho Kyung-sun, la segunda hermana de Tae-hoon.[14]
- Kim Ro-sa como Cho Hee-sun, la hermana mayor de Tae-hoon.[14]
- Kim Woo-hyung como Park Jin-ho, director de la compañía de Ki-jung.[19]
- Kang Joo-ha como Cho Yoo-rim, la hija de Tae-hoon.[20]
- Choi Min-cheol como el presidente Baek.[21]
- Kim Min-song como Sam Shik.[22]

#### Apariciones especiales
- Jung Young-joo como mujer en un restaurante (episodio n.º 15).[23]

## Producción
La guionista de la serie es Park Hae-young, que ha firmado también, entre otros, los guiones de Another Miss Oh y Mi señor. El director es Kim Seok-yoon, que dirigió asimismo La luz en tus ojos y Facultad de derecho. Ambos habían trabajado juntos en dos largas comedias de situación: Old Miss Diary en 2004 (y también en la película del mismo título de 2006) y Living Among the Rich en 2011.
El 9 de julio se confirmó el grupo de protagonistas de la serie: Lee Min-ki, Kim Ji-won, Son Seok-koo y Lee El. Pocos días después, el 15 de julio de 2021 la agencia de Lee Ki-woo anunció asimismo su participación.
El 5 de octubre Lee Min-ki publicó una foto desde el set de rodaje.
El 8 de abril de 2022 se realizó la presentación en línea de la serie, con la presencia del director y los cuatro protagonistas.

## Banda sonora
| Parte | Fecha de publicación | N.º | Título                                                 | Letra               | Música         | Artista       | Duración |
| ----- | -------------------- | --- | ------------------------------------------------------ | ------------------- | -------------- | ------------- | -------- |
| 1     | 10 de abril de 2022  | 1   | «Deeply» (푹)                                          | Hen                 | Hen, Zist      | Hen           | 3:38     |
| 1     | 10 de abril de 2022  | 2   | «Deeply» (inst.)                                       |                     | Hen, Zist      |               | 3:38     |
| 2     | 16 de abril de 2022  | 1   | «To be together» (함께 할 수 있기를)                   | Jayins              | Jayins, Naiv   | Lee Jun-hyung | 3:53     |
| 2     | 16 de abril de 2022  | 2   | «To be together» (함께 할 수 있기를)(inst.)            |                     | Jayins, Naiv   |               | 3:53     |
| 3     | 17 de abril de 2022  | 1   | «Laggard» (느림보)                                     | MaO                 | Jayins, Naiv   | Shin You-me   | 3:28     |
| 3     | 17 de abril de 2022  | 2   | «Laggard» (느림보)(inst.)                              |                     | Jayins, Naiv   |               | 3:28     |
| 4     | 23 de abril de 2022  | 1   | «That Day» (그런 날)                                   | Hanroro             | The Orchard    | The Orchard   | 3:02     |
| 4     | 23 de abril de 2022  | 2   | «That Day» (그런 날)(inst.)                            |                     | The Orchard    |               | 3:02     |
| 5     | 24 de abril de 2022  | 1   | «Be My Birthday»                                       | Naiv                | 9duck          | Ha Hyun-sang  | 3:14     |
| 5     | 24 de abril de 2022  | 2   | «Be My Birthday»(inst.)                                |                     | 9duck          |               | 3:14     |
| 6     | 30 de abril de 2022  | 1   | «We Sink»                                              | Naiv                | Naiv           | Sway          | 3:26     |
| 6     | 30 de abril de 2022  | 2   | «We Sink»(inst.)                                       |                     | Naiv           |               | 3:26     |
| 7     | 1 de mayo de 2022    | 1   | «My Spring» (나의 봄은)                                | Seo Dong-seong      | Park Seong-il  | Lee Su-hyun   | 4:12     |
| 7     | 1 de mayo de 2022    | 2   | «My Spring» (나의 봄은)(inst.)                         |                     | Park Seong-il  |               | 4:12     |
| 8     | 7 de mayo de 2022    | 1   | «Diamond» (다이아몬드)                                 | Hanroro             | 9duck          | 9duck         | 3:04     |
| 8     | 7 de mayo de 2022    | 2   | «Diamond» (다이아몬드) (inst.)                         |                     | 9duck          |               | 3:04     |
| 9     | 8 de mayo de 2022    | 1   | «A Kind Of Confession» (일종의 고백) Versión femenina  | Lee Young-hoon      | Lee Young-hoon | Hen           | 2:58     |
| 9     | 8 de mayo de 2022    | 2   | «A Kind Of Confession» (일종의 고백) Versión masculina |                     | Lee Young-hoon | Kwak Jin-eon  | 3:56     |
| 10    | 14 de mayo de 2022   | 1   | «I Think I Know» (알 것도 같아)                        | Hamelli, Moon Siwon | 9duck          | Isaac Hong    | 3:24     |
| 10    | 14 de mayo de 2022   | 2   | «I Think I Know» (알 것도 같아) (inst.)                |                     | 9duck          |               | 3:24     |
| 11    | 15 de mayo de 2022   | 1   | «Here We Are»                                          | MaO                 | Yoon Yeong-jun | Kim Feel      | 4:19     |
| 11    | 15 de mayo de 2022   | 2   | «Here We Are» (inst.)                                  |                     | Yoon Yeong-jun |               | 4:19     |

## Audiencia
La serie debutó el 9 de abril con buenas críticas pero con una modesta audiencia: menos del 3,1 %  en el área metropolitana de Seúl. Sin embargo, a lo largo del mes de mayo fue incrementando los índices hasta registrar el 6,7 % a nivel nacional en el último episodio. Además, según Good Data Corporation, encabezó la clasificación de popularidad televisiva en sus últimas cuatro semanas de emisión; y dos de los protagonistas, Son Seok-koo y Kim Ji-won, ocuparon respectivamente el primer y el segundo lugar en la categoría de actualidad para actores de televisión durante cinco semanas consecutivas.
Por lo que concierne a su impacto internacional, la serie debutó en la novena posición entre las diez de lengua no inglesa más vistas en todo el mundo en Netflix, según la lista publicada para la semana del 16 al 22 de mayo de 2022. Otras tres series surcoreanas la acompañaban: Propuesta laboral en sexta posición, Mañana en séptima, y Nuestro horizonte azul en octava. A la semana siguiente pasó a ocupar la quinta posición.
| Temporada | Temporada | Episodio número | Episodio número | Episodio número | Episodio número | Episodio número | Episodio número | Episodio número | Episodio número | Episodio número | Episodio número | Episodio número | Episodio número | Episodio número | Episodio número | Episodio número | Episodio número | Promedio |
| Temporada | Temporada | 1               | 2               | 3               | 4               | 5               | 6               | 7               | 8               | 9               | 10              | 11              | 12              | 13              | 14              | 15              | 16              | Promedio |
| --------- | --------- | --------------- | --------------- | --------------- | --------------- | --------------- | --------------- | --------------- | --------------- | --------------- | --------------- | --------------- | --------------- | --------------- | --------------- | --------------- | --------------- | -------- |
|           | 1         | 0.651           | 0.622           | 0.574           | 0.538           | 0.579           | 0.900           | 0.769           | 0.902           | 0.848           | 1.006           | 1.000           | 1.212           | 1.149           | 1.462           | 1.443           | 1.545           | 0.950    |

| Episodio | Fecha de emisión    | Índice de audiencia (Nielsen Korea) | Índice de audiencia (Nielsen Korea) |
| Episodio | Fecha de emisión    | Nacional                            | Seúl                                |
| --- | ------------------- | ----------------------------------- | ----------------------------------- |
| 1 | 9 de abril de 2022  | 2,941 % (5.ª)                       | 3,057 % 5.ª)                        |
| 2 | 10 de abril de 2022 | 3,018 % (5.ª)                       | 3,236 % (3.ª)                       |
| 3 | 16 de abril de 2022 | 2,552 % (8.ª)                       | 2,862 % (6.ª)                       |
| 4 | 17 de abril de 2022 | 2,325 % (7.ª)                       | 2,292 % (8.ª)                       |
| 5 | 23 de abril de 2022 | 2,766 % (7.ª)                       | 2,874 % (5.ª)                       |
| 6 | 24 de abril de 2022 | 3,832 % (4.ª)                       | 3,971 % (4.ª)                       |
| 7 | 30 de abril de 2022 | 3,306 % (5.ª)                       | 3,541 % (5.ª)                       |
| 8 | 1 de mayo de 2022   | 3,876 % (4.ª)                       | 4,155 % (4.ª)                       |
| 9 | 7 de mayo de 2022   | 3,625 % (1.ª)                       | 4,259 % (1.ª)                       |
| 10 | 8 de mayo de 2022   | 4,594 % (2.ª)                       | 5,242 % (2.ª)                       |
| 11 | 14 de mayo de 2022  | 4,142 % (1.ª)                       | 4,583 % (1.ª)                       |
| 12 | 15 de mayo de 2022  | 4,969 % (1.ª)                       | 5,603 % (1.ª)                       |
| 13 | 21 de mayo de 2022  | 4,760 % (1.ª)                       | 4,981 % (1.ª)                       |
| 14 | 22 de mayo de 2022  | 6,073 % (1.ª)                       | 6,547 % (1.ª)                       |
| 15 | 28 de mayo de 2022  | 5,943 % (1.ª)                       | 6,720 % (1.ª)                       |
| 16 | 29 de mayo de 2022  | 6,728 % (1.ª)                       | 7,616 % (1.ª)                       |
| Promedio | Promedio            | 4,091 %                             | 4,471 %                             |
| - En la tabla superior, en azul aparecen los índices más bajos, y en rojo los más altos. - Este drama se emitió en un canal de cable / televisión de pago que normalmente tiene una audiencia relativamente menor en comparación con las emisoras públicas o de televisión en abierto (KBS, SBS, MBC y EBS). |                     |                                     |                                     |

## Crítica
Park Han-na (The Korea Herald) considera la serie como «el retrato de una generación atrapada por las condiciones previas que han establecido, o las que han aprendido a establecer de la sociedad, para las relaciones», condiciones que dependen de una larga y creciente lista de criterios relacionados con la riqueza, el esatatus social, la imagen pública, etc., y «puede ser angustioso para algunas personas si no cumplen con los altos estándares que ellos u otras personas han establecido». Recuerda la periodista el neologismo «generación Sampo», que se refiere a una generación de surcoreanos que han renunciado a tres cosas: el cortejo, el matrimonio y los hijos; en definitiva, «con pocas esperanzas de una vida plena».
Seo Byung-gi (Herald Business) declara su admiración por el guionista Park Hae-young, quien «se gana a los espectadores al desenterrar la verdad a través de fenómenos y situaciones comunes». Para el crítico, la serie contiene «una historia con la que todos [pueden] relacionarse en su vida diaria, como la aburrida vida diaria de tres o cuatro horas yendo y viniendo del trabajo, una vida sin amor, un día en el que las personas a tu alrededor están extrañamente alienadas de los demás, y un vida en la que todas las relaciones son trabajo».
Según Pierce Conran (South China Morning Post), «con cuatro personajes principales intrincados y distintos, un diálogo excelente y una gran variedad de momentos íntimos para todos los personajes más pequeños del elenco, Mi diario de liberación es, de lejos, el mejor drama de la televisión en este momento».
Dishya Sharma (News18) destaca la fuerza del guion de Park Hae-young, que «retrata maravillosamente diferentes tipos de relaciones (familiares, románticas y laborales). [...] Mi diario de liberación refleja las preocupaciones de la mayoría de las personas hoy en día: soledad, sentirse vacío con la vida, la competencia y las relaciones en el trabajo, la necesidad de un compañero y los problemas de salud mental que las personas están abordando sin saberlo. La serie elimina el filtro color de rosa de la vida, presentando la vida de cada personaje como personas con las que te encontrarías en el metro».

## Premios y nominaciones
| Año  | Premio                    | Categoría                                   | Candidato                | Resultado | Ref.          |
| ---- | ------------------------- | ------------------------------------------- | ------------------------ | --------- | ------------- |
| 2022 | 8.os Premios APAN Star    | Serie del año                               | Mi diario de liberación  | Nominada  | [ 57 ] [ 58 ] |
| 2022 | 8.os Premios APAN Star    | Mejor guion                                 | Park Hae-young           | Nominada  | [ 57 ] [ 58 ] |
| 2022 | 8.os Premios APAN Star    | Mejor actriz de reparto                     | Lee El                   | Nominada  | [ 57 ] [ 58 ] |
| 2022 | 8.os Premios APAN Star    | Premio a la excelencia en miniserie, actor  | Son Seok-gu              | Nominado  | [ 57 ] [ 58 ] |
| 2022 | 8.os Premios APAN Star    | Premio a la excelencia en miniserie, actriz | Kim Ji-won               | Nominada  | [ 57 ] [ 58 ] |
| 2022 | 8.os Premios APAN Star    | Mejor pareja                                | Son Seok-gu y Kim Ji-won | Nominados | [ 57 ] [ 58 ] |
| 2022 | 8.os Premios APAN Star    | Premio Estrella popular                     | Son Seok-gu              | Nominado  |               |
| 2022 | 13.os Premios Korea Drama | Premio a la excelencia                      | Lee Ki-woo               | Ganador   | [ 59 ] [ 60 ] |